# F.6 (dirigibile)
Il dirigibile F.6 era un dirigibile di tipo semirigido costruito in Italia per scopi militari dalle Officine Leonardo da Vinci di Baggio nella seconda metà degli anni dieci del XX secolo. L'F.6 apparteneva alla "Classe F", progettata dall'ingegnere Enrico Forlanini.

## Storia del progetto
Dopo aver realizzato i dirigibili sperimentali semirigidi F.1 "Leonardo da Vinci", in collaborazione con Cesare Dal Fabbro, e F.2 "Città di Milano", il progettista Enrico Forlanini,  avviò la costruzione di ulteriori esemplari in risposta alla legge di potenziamento dell'aeronautica del 1910 che aveva previsto la costruzione di 9 dirigibili, di cui tre piccoli, cinque medi e uno grande.
Il governo britannico si interessò alle aeronavi tipo Forlanini, ordinando la realizzazione di una nuova aeronave che fu designata F.3, allestita nel corso del 1915, a prima guerra mondiale oramai iniziata. Il Ministero della guerra del Regno d'Italia si interessò anch'esso alle aeronavi tipo Forlanini ordinando la costruzione di tre esemplari, designati F.4, F.5, ed F.6, presso il cantiere aeronautico di Baggio (Milano).

## Tecnica
I dirigibili progettati da Forlanini furono tra i primi a presentare la navicella di comando solidale con l'involucro per ridurre la resistenza aerodinamica.
L'aeronave era di tipo semirigido, la struttura che caratterizzerà poi gran parte dei dirigibili di realizzazione italiana. Per motivi di sicurezza (l'aeronave era gonfiata con idrogeno) tutte le stoffe avevano ricevuto trattamento ignifugo, e l'aeronave presentava un doppio involucro. Quello interno era suddiviso in 12 sacche per il gas.  In linea con l'epoca era invece il complesso sistema di impennaggi con un gruppo multiplano a poppa seguito da uno triplano in coda. I piani di coda multiplani caratterizzano tutti i dirigibili di Forlanini, con l'esclusione dell'Omnia Dir.
Per la motorizzazione venne prescelto il propulsore Isotta Fraschini V.4B da 180 CV, installato in quattro esemplari. L'armamento difensivo comprendeva una postazione dorsale per mitragliatrice.

## Impiego operativo
Realizzato nel corso del 1918, l'F.6 venne assegnato in forza alla Regio Esercito, entrando in servizio il 6 ottobre 1918. L'aeronave compì una sola missione bellica contro i baraccamenti di Fucine (Ossana), operando in uno scenario d’alta montagna, percorrendo 350 chilometri in 7 ore lungo l'itinerario Lago d'Iseo-Tonale-Val di Sole. Nel 1919 l'ingegner Forlanini, per cercare di dar vita ad un servizio di compagnia aerea con dirigibili, analogamente a quanto avviato 10 anni prima con la DELAG dal conte Zeppelin, utilizzò a questo scopo l'aeronave F.6. Nel giugno di quell’anno venne effettuato un volo dimostrativo sulla rotta Milano-Venezia, e successivamente vennero studiati servizi sulla rotte Roma-Napoli e Roma-Pisa-Milano, ma queste iniziative non riscossero alcun interesse, e le operazioni vennero concluse poco tempo dopo.
Il 31 agosto 1923 venne impiegato dall'aeroscalo di Grottaglie in ricognizione del Golfo di Arta nella Crisi di Corfù.

## Utilizzatori
Italia
- Regio Esercito

### Annotazioni
1. ↑  Tale soluzione risulta adottata anche dai dirigibili tedeschi prodotti dalla Groß-Basenach.

### Fonti
1. ↑  Pesce 1982, p. 145.
2. 1 2 3  Pesce 1982, p. 28.
3. ↑  Pesce 1982, p. 56.
4. ↑  Mancini 1936, p. 285.
5. 1 2  Pesce 1982, p. 29.
6. 1 2  Pesce 1982, p. 30.
7. 1 2 3  Cesmail.